# Zespół Dubina-Johnsona
Zespół Dubina i Johnsona (ang. Dubin-Johnson syndrome, DJS, hyperbilirubinemia II) – łagodna, genetycznie uwarunkowana choroba wątroby zaliczana do hiperbilirubinemii, czyli chorób przebiegających ze zwiększonym stężeniem bilirubiny we krwi, co powoduje objawy żółtaczki.

## Etiopatogeneza
Zespół Dubina i Johnsona jest chorobą dziedziczoną autosomalnie recesywnie. Przyczyną jest mutacja genu MRP2 w locus 10q24. Efektem tego jest zaburzenie transportu sprzężonej bilirubiny do kanalików żółciowych. W zrazikach wątroby gromadzi się ciemny barwnik, który powoduje czarne zabarwienie narządu.

## Objawy
Charakteryzuje się podwyższonym stężeniem bilirubiny, głównie sprzężonej, w surowicy krwi oraz zmniejszonym wydalaniem koproporfiryn z moczem.

Pomimo występowania zastoju żółci (cholestazy) w wątrobie, nie zwiększa się poziom fosfatazy alkalicznej ani nie występuje świąd skóry. 

## Rozpoznanie
Charakterystyczna dla zespołu Dubina-Johnsona jest próba z bromosulfoftaleiną (BSP). BSP po dożylnym wstrzyknięciu jest wychwytywana przez hepatocyty, sprzęgana i wydalana do żółci. U chorych obserwuje się zwolnioną eliminację BSP i jej ponowny wzrost po kilku godzinach.